# へらちょんぺ
へらちょんぺ（本名：長谷 純、1964年8月19日 - ）は、埼玉県出身のお笑いタレント。身長170センチメートル、体重70キログラム。日本大学芸術学部卒。
当初は「オフィスへらちょんぺ」として自身で営業した。芸人派遣カラーボックスに所属し、頭からパンツを履くネタを普及するため宴会やパーティなどに無料で出張する。塾講師や参考書販売など副業する。

## 経歴
高校在学時からお笑い芸をはじめ、日本テレビ『TVジョッキー』で複数回の優勝する。日本テレビ『EXテレビ』に出演し、NHK『金曜かきこみTV』、2005年に日本テレビ『エンタの神様』準レギュラー、など出演した。
持ちネタはマジックのほか「わずか1秒で着ている服を全て脱ぐ」瞬間変身芸がある。瞬間変身芸は特許を取得しており、VTRをCNNニュースが紹介した。

## メディア出演歴
- そのまんま東のバーチャルZ（テレビ東京）
- しゃべくり007（日本テレビ）
- タモリ倶楽部（テレビ朝日）
- タモリのスーパーボキャブラ天国（フジテレビ）キャッチコピーは「白い恐怖」（一時期は「人間失格」）。「中央ブリーフ連盟」（中ブ連）ネタでは白ブリーフ姿で登場した。
- EXテレビ（日本テレビ）
- エンタの神様（日本テレビ）
- YOUたち!（日本テレビ）
- ガレッジ ワザーランド（テレビ東京）
- 笑売繁盛!（日本テレビ）
- 所さんのワーワーブーブー（TBSテレビ）
- 大笑福亭鶴びん（TBSテレビ）
- 金曜かきこみTV（NHK教育テレビ）
- 音効さん（フジテレビ）
- スリーピース（東京MXテレビ）
- 有吉反省会（日本テレビ）
- オールスター後夜祭（TBSテレビ、2019年4月7日・2021年10月10日）[1]
- パナソニックテレビCM

### Vシネマ
- けっこう仮面2 - ラーメン屋 役
- オールナイトロング3 最終章 - としちゃん 役